# 斯列坚斯克林荫路

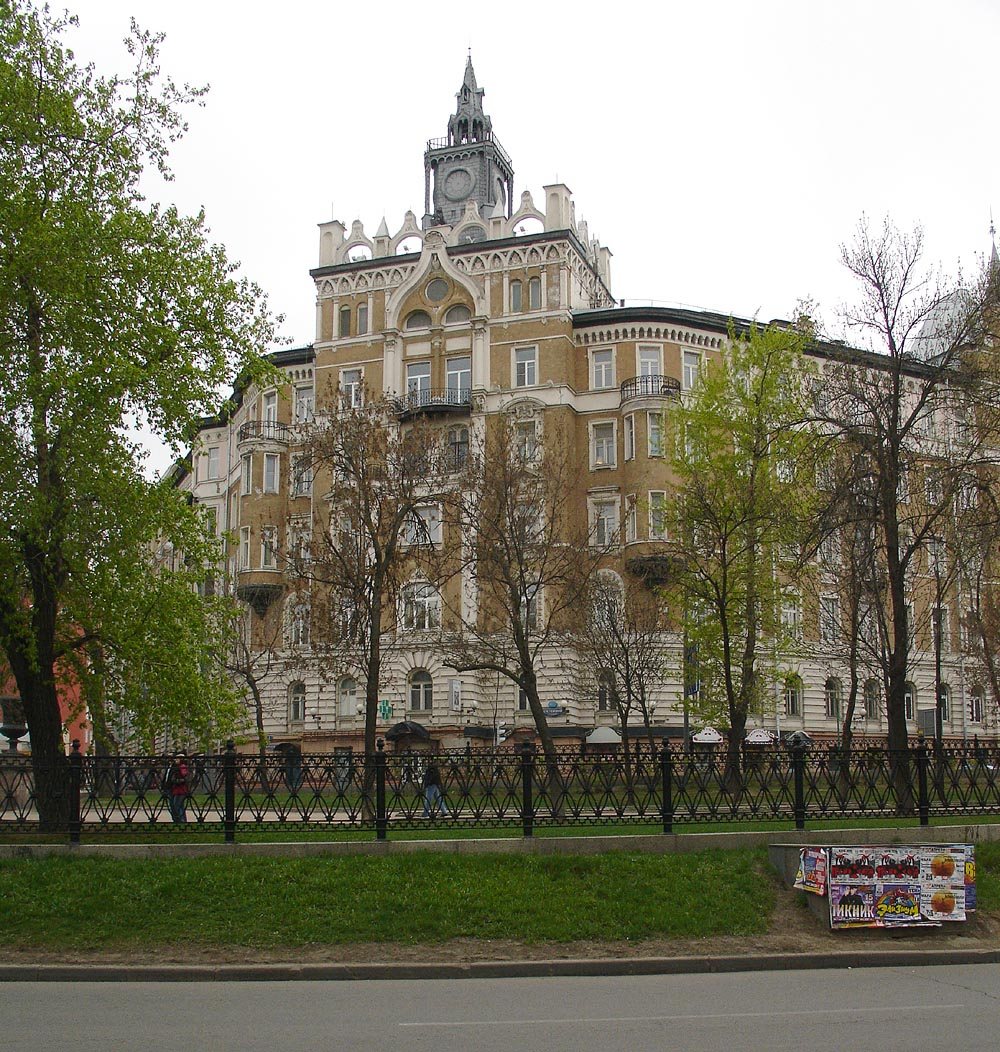
斯利坚斯克大道

斯利坚斯克大道（俄语：Сретенский Бульвар）是俄罗斯莫斯科的一条重要街道，构成环绕市中心的莫斯科林荫环路的一段。
斯利坚斯克大道的北端是卢比扬卡街和聖母聖誕大道，其南端是屠格涅夫广场，然后变成清水塘大道。
莫斯科地铁设有斯利坚斯克林荫路站。
55°45′59″N 37°38′1″E / 55.76639°N 37.63361°E